# フランクリン・コビー・フィールド
スミスズ・ボールパーク（Smith's Ballpark ）は、アメリカのユタ州ソルトレイクシティにある野球場。ロサンゼルス・エンゼルス傘下AAAソルトレイク・ビーズの本拠地である。
2014年からスミスズ・フード・アンド・ドラッグが命名権を取得し、スミスズ・ボールパークとなっている。

## アクセス
- ユタ・トランジット・オーソリティー　TRAX全路線「Ballpark」下車徒歩2分。バスでのアクセスも可能。